# Brekov
Brekov je slovenská obec v humenském okrese v Prešovském kraji.

## Poloha
Brekov se nachází na východním Slovensku asi 6 km od města Humenné. V blízkosti protéká řeka Laborec. Leží v údolí zvaném Brekovská brána pod zříceninou Brekovského hradu. Nedaleko jsou jeskyně Brekovská artajama a historické mohyly.

## Symboly obce
Obecní znak vychází z historické pečeti - v stříbrném poli štítu na zelené louce je zelený strom (topoľ) a na něm sedící pták (havran), přičemž pták je k tomu stromu nepřiměřeně velký. Podkladem znaku byla obecní pečeť, pocházející z nedatovaného typária, které je uloženo ve fondech zemplínského regionálního archívu v Satoraljaujhely. Na základě barev ve znaku byla vytvořena i vlajka obce, na které jsou použity barvy: černá, bílá a zelená.

## Historie

### Pravěk
Na horském hřebeni Rakovec - Hrabovec - Brekov bylo nalezeno 26 eneolitických mohyl. Jde o skupinu Mohyl východoslovenské kultury z konce eneolitu (2-3000 let před Kr.) a začátku doby bronzové. Brekovská mohyla obsahovala několik kuželových misek, obsypaných zlomky spálených kostí.

### Slované

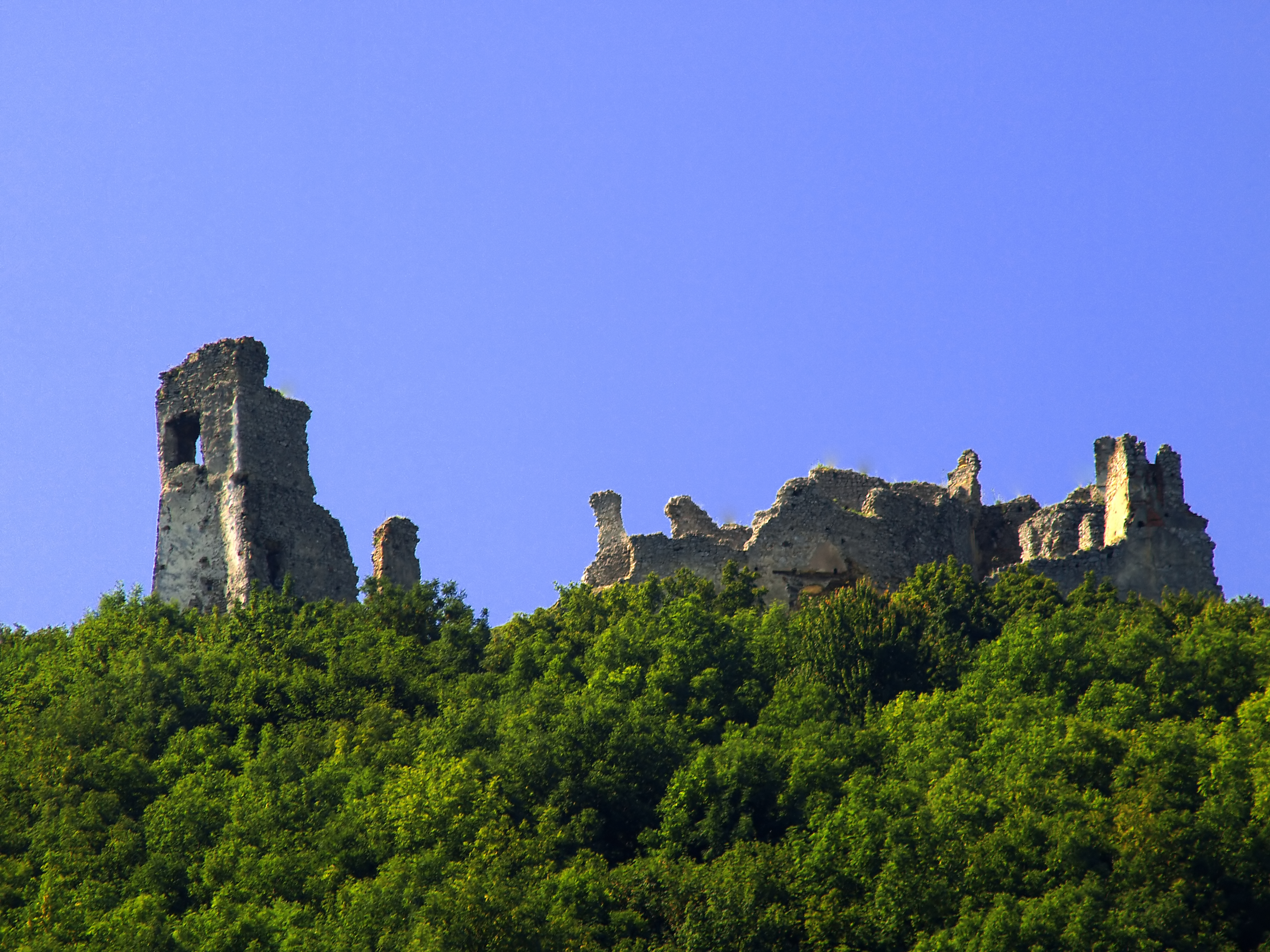
Brekovský hrad

Brekovskou bránu opevnili staří Slované z obou stran. Slovanská sídliště v literatuře datovaná do 7.-12. století souvisí s nálezy K. Andela z roku 1954 a Kričky –Budinského. Ti našli slovanské výšinné sídliště z 9-11. století. Rozprostíralo se na strmém skalním ostrohu Krivoštianky nad levým břehem Laborce. Jeho pradávnou terasu využili staří Slované právě pro těžký přístup k sídlišti, které mělo zřejmě obranný charakter. Doposud sice nebylo archeologicky prozkoumáno, takže nevíme, jestli bylo opevněné, ale poloha tomu nasvědčuje. Jeho sousedem bylo slovanské hradiště střežící údolní přechod na komunikačním spoji. Prozkoumali ho M. Slivka a M. Vizdal koncem sedmdesátých let. Mělo elipsovitý tvar o rozloze sedmdesát krát čtyřicet metrů. Na základě nalezené keramiky, železných hrotů šípů, charakteristických ostrů a dalších souvislostí, badatelé dospěli k významným závěrům. Hradisko mělo nejen obrannou, ale i určitou mocensko-správní funkci knížecího charakteru už ve velkomoravském období. Nebylo však osamoceno. Zásobovali ho obyvatelé ještě starší osady, rozkládající se v jeho těsné blízkosti v sedle na jihozápadním svahu hradního kopce. Z nálezů v této osadě vyplývá, že měla zemědělský charakter, ale nože s volutovým ukončením a další výrobky poukazují i na rozvinutou řemeslnou výrobu. Zemědělský charakter měla další osada z 9.-10. století, kterou severně od centra dnešní obce Brekov, v části Za ulicou našli V. Krička Budinský a Juraj Macák jako už čtvrtou slovanskou lokalitu v okolí průsmyku.
Zatím je možné s určitostí konstatovat, že slovanské osídlení na tomto území bylo nepřerušené. Slované tu žijí nepřetržitě už od předvelkomoravské doby, kdy sem přišli jejich předkové. S ostatními částmi Slovenska je spojují tradiční kulturní zvyky. V čase rozkvětu se i tyto končiny staly součástí Velké Moravy. V období rozpadu říše a zániku Velké Moravy (859-906) patřili k té části země, kterou papež Jan IX. ještě v roce 899 uznal za samostatnou církevní provincii. I po zániku velkomoravského státu, který byl i zde na východních hranicích zabezpečený systémem hradisek a obranných zařízení, zůstali zdejší obyvatelé ještě dlouho ušetřeni od přímé nadvlády dobyvatelů. Bylo to rušné období, během kterého Maďaři postupně obsazovali východní Slovensko a připojovali ho k rodícímu se Uherskému státu. Podle prof. B. Varsíka v první etapě prošli Vareckým průsmykem k horní Tise. V 10. století obsadili území jižně od Latorice, kde zaujali i významné slovanské hradiště Zemplín.

### Středověk
Vývoj obce ve středověku úzce souvisí s historií Brekovského hradu.

## Samospráva
Starostové obce:
- ?-1890 Štofej Pavol
- 1890-1897 Michal Nemec
- 1898-1904 Michal Mihaľko
- 1905-1913 Michal Mydlo
- 1914-1917 Juraj Štofej

V období Československé republiky:
- Ján Mihaľko
- Juraj Nemec
- Ján Nemec
- Andrej Porvazník

Po druhé světové války:
- 1946-1948 Juraj Mydlo
- 1948-1954 Jozef Porvazník
- 1954-1960 Michal Porvazník
- 1960-1964 Michal Kováč
- 1964-1979 Michal Porvazník
- 1979-1990 Anton Jacina
- 1990-1998 Anton Baník
- 1998-2002 Milan Slepák
- 2002-2010 Ján Ambro
- 2010-2018 Peter Mihaľko
- 2018 Radoslav Nemec

## Obyvatelstvo
Podle nejstarších písemných památek bylo už v roce 1787 v obci Brekov 68 domů a 592 obyvatel. V roce 1828 to bylo už 77 domů a 580 obyvatel.
| Rok            | 1869 | 1880 | 1890 | 1900 | 1910 | 1921 | 1930 | 1940 | 1948 | 1961 |
| -------------- | ---- | ---- | ---- | ---- | ---- | ---- | ---- | ---- | ---- | ---- |
| Počet obyvatel | 629  | 538  | 569  | 548  | 521  | 569  | 650  | 711  | 715  | 911  |

Podle výsledků sčítání lidu roku 1970 bylo v obci Brekov 982 obyvatel - 497 mužského pohlaví a 485 ženského pohlaví. Z celkového počtu obyvatel obce je 266 mužů a 176 žen pracovně aktivních. 55 mužů a 77 žen jsou důchodci nebo pracovně neaktivní. V domácnosti pracuje celkem 59 žen. V učňovském poměru bylo v době sčítání 15 chlapců a 7 děvčat. Žáků a studentů bylo 31, z toho 11 chlapců a 20 děvčat. Dětí do 15 let bylo v obci 281, z toho 144 chlapců a 137 děvčat.
V současnosti žije v obci přibližně 1 300 obyvatel.

## Části obce
- Valal
- Ulica
- Huštak
- Hradská

## Památky a zajímavosti

### Stavby

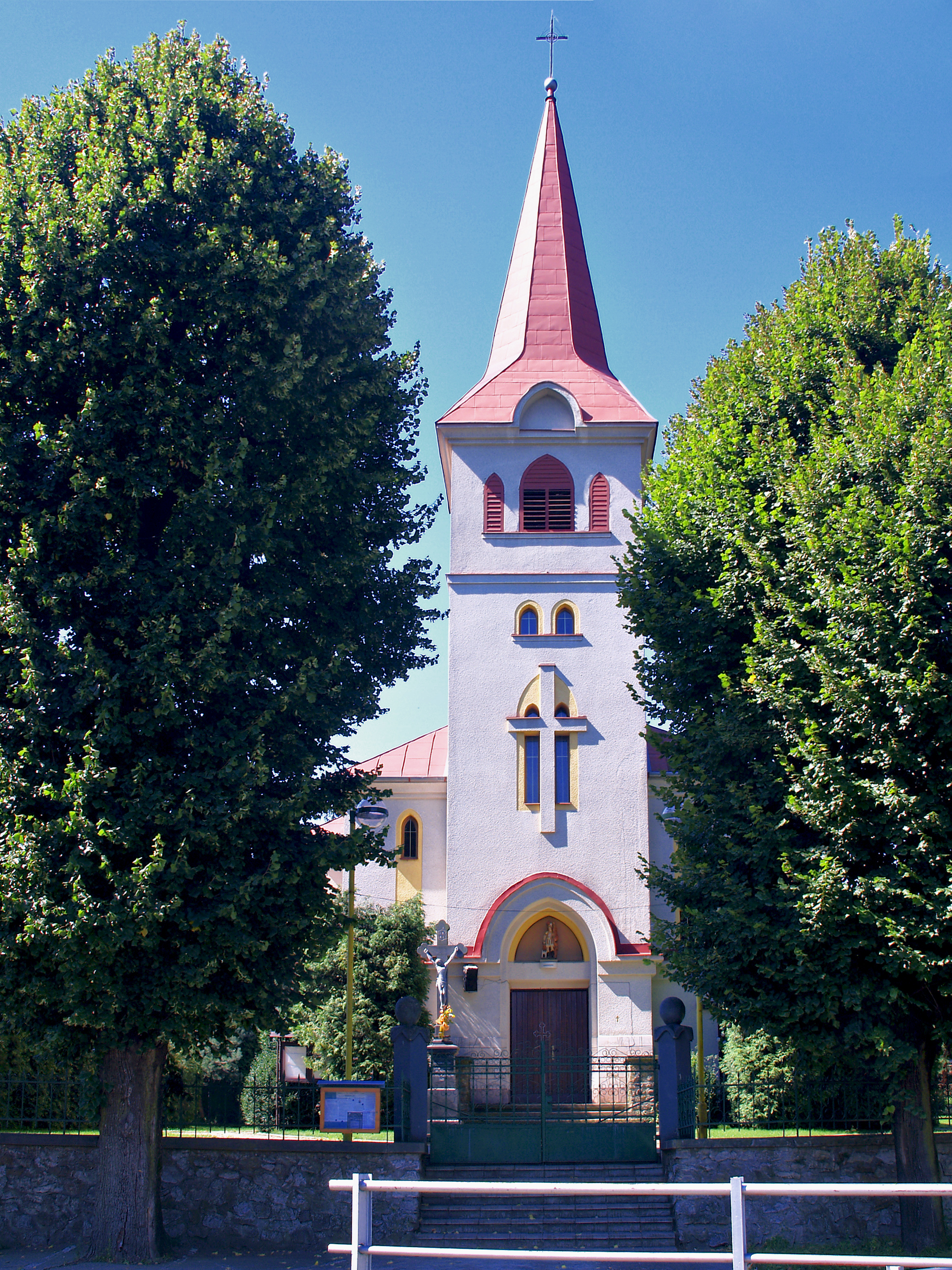
Brekovský kostel

Po pravé straně cesty do Humenného stojí kaplička Sedmibolestné Panny Marie. Tu dal postavit Michal Valiga roku 1904. Socha Sedmibolestné byla přivezena ve stejném roce z Tyrolska. Mimo kapličky dal postavit ještě dva velké kříže. Barokní římskokatolický kostel sv. Michala Archanděla byl postavený roku 1742 na starších základech. Obraz sv. Michala se nacházel nad oltářem na stěně. Postupně byly instalovány varhany a oltář Panny Marie Lurdské. V roce 1782 po velkém zemětřesení byl opraven a zpevněn. Vedle kostela byl v minulosti hřbitov. V roce 1937 byl původní barokní kostel rozebrán a na jeho místě byl postaven nový větší s původním obrazem na hlavním oltáři. Posvěcení kostela vykonal biskup Čársky spolu s místním farářem J. Lukáčem roku 1937.

### Památky a přírodní útvary
- Brekovský hrad
- Brekovská artajama

### Sport
Organizovaný fotbal a zapojení do okresní soutěže začalo v roku 1947. První fotbalovou výuku už dávno předtím se žáky realizoval Arpád Dráč, učitel lidové školy. Fotbal žáci hráli za vesnicí na louce zvané „Lačureň“. Až po válce bylo postaveno první hřiště na Riňu při Laborci v části zvané Lazy. První fotbaloví veteráni byli Michal Štofej Triľ, Ján Tušaj, Juraj Baník, Pavol Šovár, Vojtech Dráč, Ján Jacina, Ján Szczygeľ, Michal Mydlo a další. Časté povodně na Laborci zanechávaly nánosy na hřišti, proto roku 1953 bylo zřízeno nové hřiště na Dlouhé. Pro fotbalisty byla postavena budova se šatnou a sociálním zařízením. Finančně stavbu sponzorovala Vápenka a kamenolom Brekov.

## Hospodářství a infrastruktura
V roce 1920 byl otevřen brekovský vápencový kamenolom. Kámen se využíval na výstavbu státních cest a kameníci, někteří i se svými manželkami, ho ručně roztloukali a třídili podle velikosti. Brekov se také stal v širokém okolí známý výrobou vápna. Zdejší vápenec obsahuje 90% vápna. V mezinárodním geologickém názvosloví je veden jako „Brekovský vápenec“. V roce 1925 dal podnikatel Erenberger postavit moderní vápenku s dvěma do výšky se tyčícími komíny, která byla jedinou vápenkou svého druhu na východním Slovensku. V ní bylo zaměstnáno mnoho obyvatel Brekova. Mezi lidmi dostala jméno „fabrika“. Brekovská vápenka fungovala dlouhou dobu. Nakonec ale byla zbourána z důvodu nerentabilnosti. Těžba kamene pokračuje ale doposud. Drtí se zde kamen a vyrábí písek a kamenná drť.

### Školství
V obci působí základní a mateřská škola.

## Rodáci
- Marián Baláž (*1972), stříbrný medailista v biatlonu na VIII. zimních paralympijských hrách v Salt Lake City
- Adela Gáborová (1940–2007), slovenská herečka
- Doc. MUDr. Ján Jacina CSc. (1923–1990), lékař, pedagog
- Milan Mihaľko (1938–1998), akademický malíř